# Корнате-д'Адда
Корнате-д'Адда (італ. Cornate d'Adda) — муніципалітет в Італії, у регіоні Ломбардія,  провінція Монца і Бріанца.
Корнате-д'Адда розташоване на відстані близько 490 км на північний захід від Рима, 30 км на північний схід від Мілана.
Населення — 10 710 осіб (2014).

## Демографія
Населення за роками:

Станом на 1 січня 2023 року в муніципалітеті офіційно проживало 1016 іноземців з 61 країни, серед них 230 громадян країн Євросоюзу та 43 громадяни України.

## Уродженці
- Марко Сала (*1886 — †1969) — італійський футболіст, захисник.

## Сусідні муніципалітети
- Боттануко
- Бузнаго
- Медолаго
- Меццаго
- Падерно-д'Адда
- Суїзіо
- Сульб'яте
- Треццо-сулл'Адда
- Вердеріо